# Parafia św. Jana Chrzciciela w Nowej Brzeźnicy
Parafia Świętego Jana Chrzciciela w Nowej Brzeźnicy – parafia rzymskokatolicka w Nowej Brzeźnicy. Należy do Dekanatu Brzeźnica nad Wartą archidiecezji częstochowskiej. Parafię prowadzą księża archidiecezjalni.
Obecny kościół parafialny w stylu neogotyckim został zbudowany w latach 1902–1910 i konsekrowany w 1911 przez bp. włocławskiego Stanisława Zdzitowieckiego. 24 czerwca 2011 roku miało miejsce 100-lecie konsekracji świątyni.

## Proboszczowie
- ks. Teofil Jankowski (1925–1932)
- ks. Adolf Gozdek (1932–1941)
- ks. Tadeusz Ojrzyński (1945–1946)
- ks. Jan Placek (1946–1955)
- ks. Wincenty Śliwiński (1955–1958)
- ks. Edward Sowula (1958–1975)
- ks. Stanisław Błach (1975–1997)
- ks. Józef Zgrzebny (1997–2001)
- ks. Bogdan Kijak (2001–2008)
- ks. Marek Czernecki (2008–2010)
- ks. Wiesław Sochański (2010–2020)
- ks. Marek Galec (od 2020)

Źródło: oficjalna strona parafii